# Raymond Keppens
Raymond Keppens – belgijski hokeista na trawie na igrzyskach w Antwerpii 1920. Wraz z drużyną  zdobył brązowy medal.